# Alice Japan
Alice Japan (jap. アリスJAPAN Arisu JAPAN, zapis stylizowany Alice JAPAN) – japońska firma produkująca filmy dla dorosłych, założona przez Japan Home Video (JHV) w 1986 roku.

## Historia
Wytwórnia Alice JAPAN została uruchomiona w kwietniu 1986 roku, aby reprezentować koncepcję bishōjo, nazwa „Alice” została dodana jako symboliczna nazwa pięknej dziewczyny przed „JAPAN”, które pochodziło od firmy macierzystej. Pierwszą aktorką, która zadebiutowała w wytwórni była Fumi Katori w „夏色天使” w sierpniu 1988 roku. Z kolei kierunek rozwoju firmy został określony przez debiut Mirei Asaoki w czerwcu 1991 roku, który skierował ją w stronę pięknych dziewcząt.
W 2007 roku firma rozpoczęła reedycję kilku swoich starszych filmów AV przy użyciu nowego, drobniejszego standardu mozaiki pod marką Alice Pink.
Oficjalna strona internetowa Alice JAPAN zawiera obszerną bazę filmów od 1984 roku i listę aktorek.